# 波亞納錫比烏盧伊鄉
45°48′20″N 23°43′49″E / 45.80556°N 23.73028°E
波亞納錫比烏盧伊鄉（羅馬尼亞語：Comuna Poiana Sibiului, Sibiu），是羅馬尼亞的鄉份，位於該國中部，由錫比烏縣負責管轄，面積23平方公里，海拔高度856米，2007年人口2,661，人口密度每平方公里113人。